# Euryplacidae
Euryplacidae Stimpson, 1871 è una famiglia di crostacei decapodi.

## Tassonomia
La famiglia comprende i seguenti generi:
- Eucrate De Haan, 1835
- Euryplax Stimpson, 1859
- Frevillea A. Milne-Edwards, 1880
- Henicoplax Castro & Ng, 2010
- Heteroplax Stimpson, 1858
- Machaerus Leach, 1818
- Nancyplax Lemaitre, García-Gómez, von Sternberg & N. H. Campos, 2001
- Platyozius Borradaile, 1902
- Psopheticoides Sakai, 1969
- Systroplax Castro & Ng, 2010
- Trissoplax Castro & Ng, 2010
- Trizocarcinus Rathbun, 1914
- Villoplax Castro & Ng, 2010
- Xenocrate Ng & Castro, 2007